# Nikolaas Tinbergen
Nikolaas »Niko« Tinbergen, FRS, nizozemski ornitolog in etolog, nobelovec, * 15. april 1907, Haag, Nizozemska, † 21. december 1988, Oxford, Anglija.
On, Konrad Lorenz in Karl von Frisch veljajo za utemeljitelje etologije kot znanstvene discipline. Za odkritja na področju prožilcev in strukture prirojenih vedenjskih vzorcev so leta 1973 prejeli Nobelovo nagrado za fiziologijo ali medicino.

## Življenje
Rodil se je v družini učiteljev, kot tretji od petih otrok. Njegov brat je bil ekonomist Jan Tinbergen, ki je leta 1969 prejel Nobelovo nagrado za ekonomijo. Zgodnje šolanje je končal v Haagu, a čeprav ga je naravoslovje zanimalo že od otroštva, ga suhoparna laboratorijska zoologija in botanika nista navdušili, zato sprva ni pomislil na kariero biologa. Poleg naravoslovja se je aktivneje ukvarjal tudi s športom, predvsem hokejem na travi. Za študij biologije se je odločil šele leta 1925, ko je na pobudo učiteljev odšel za tri mesece na ornitološko postajo Rossitten na Kurskem polotoku pri Kaliningradu, kjer je imel priložnost opazovati spektakularno jesensko selitev ptic.
Januarja 1926 je tako vpisal študij zoologije na Univerzi v Leidnu, ki pa ga prav tako ni navdušil, a je imel na srečo neformalnega mentorja, ki ga je spodbujal k terenskim raziskavam. Po Frischevem vzoru se je lotil enostavnih, a objektivnih poskusov z vedenjem samotarskih os. Kljub skepticizmu takratne biološke skupnosti se mu je uspelo izogniti subjektivizmu zgodnjih etologov, kot je bil Bierens de Haan in je spomladi 1932 obranil doktorsko disertacijo, ki je bila povrh vsega najkrajša v dotakratni zgodovini univerze. Mudilo se mu je namreč na petnajstmesečno meteorološko odpravo na vzhod Grenlandije, ki se je je udeležil v sklopu Mednarodnega polarnega leta 1932/1933. Z ženo Elisabeth, s katero se je poročil tik pred tem, in ostalimi raziskovalci so živeli med Inuiti in se naučili njihovega jezika ter občudovali neokrnjeno naravo, za znanstven cilj pa je imel preučevanje teritorialnega vedenja snežnega strnada.
Po vrnitvi na Nizozemsko je postal asistent na Oddelku za zoologijo Univerze v Leidnu, za kar je bil izvoljen že leta 1931. Uvedel je učni program za dodiplomske študente laboratorijskimi in terenskimi vajami, v sklopu katerega je s študenti raziskoval vedenje ribe navadnega zeta, pa tudi žuželk in ptičev. Med drugim se je posvečal dražljajem, ki sprožijo napadalno vedenje in dvorjenje pri zetu. V tem času je na znanstvenem srečanju spoznal Konrada Lorenza, s katerim sta se hitro ujela, saj sta se oba zavzemala za objektivističen pristop k preučevanju vedenja. Hkrati sta se Lorenzova sposobnost intuitivne sinteze podatkov in postavljanja teorij ter Tinbergnova natančnost pri eksperimentiranju zelo dobro dopolnjevali. Spomladi 1937 je odšel na raziskovalni obisk h Lorenzu na njegov dom v Altenbergu, kjer sta izvedla več elegantnih poskusov v podporo teorij o prožilcih prirojenih vedenjskih vzorcev.
Vendar je njuno sodelovanje prekinila druga svetovna vojna, v kateri sta se znašla na nasprotnih straneh. Ostala sta v stikih še po letu 1940 ko je Tretji rajh zasedel Nizozemsko, kar pa se je končalo leta 1942, ko so Tinbergna zaprli, ker se je uprl poskusu »nacifikacije« univerze. Lorenz, ki je tudi v novem režimu užival ugled, je ponudil, da bo posredoval za njegovo izpustitev, a je Tinbergen to odklonil. Do osvoboditve septembra 1944 je ostal zaprt v taborišču za talce Beekvliet v kraju Sint-Michielsgestel. Še dolgo po vojni je Lorenzu očital sodelovanje z nacisti.
Po vojni si je Tinbergen zadal nalogo obnoviti etologijo in je v ta namen med drugim ustanovil znanstveno revijo Behaviour. Poleg tega je izvedel turnejo predavanj po Švici, Združenem kraljestvu in ZDA, ki jih je leta 1951 zbral v temeljnem delu The Study of Instinct (Preučevanje nagona), prvem splošnem učbeniku etologije. Leta 1947 je postal vodja novoustanovljenega oddelka za eksperimentalno biologijo na Univerzi v Leidnu, ki pa ga je dve leti kasneje zapustil in se z ženo in otroki preselil v Oxford kot predavatelj na tamkajšnji univerzi. Potezo, ki je na Nizozemskem požela precej neodobravanja, je utemeljil z željo po uveljavitvi etologije tudi v angleško govorečem svetu. Z Lorenzom, ki je bil medtem osvobojen iz ruskega ujetništva, sta obdržala vodilno vlogo na tem raziskovalnem področju. Tinbergen je bil aktiven tudi kot popularizator znanosti: napisal je več poljudnoznanstvenih knjig in s filmarjem Hughom Falkusom ustvarjal filme o vedenju živali. Leta 1955 je pridobil britansko državljanstvo in do leta 1966 na Oxfordu napredoval do položaja rednega profesorja.
V zadnjih letih kariere se je posvetil širšemu pomenu etologije in njenega potenciala za pojasnjevanje človekovega vedenja in s tem reševanje družbenih problemov. Med drugim je sodeloval pri vzpostavitvi študijskega programa s področja ved o človeku na Oxfordu. Leta 1977 se je upokojil in se preselil v skromno hišo na obali Irskega morja, kjer je živel med pticami, odmaknjeno od ljudi. V sodelovanju z ženo se je med drugim posvečal možnosti uporabe spoznanj s področja etologije pri delu z avtističnimi otroci, vendar večje pozornosti njune ideje niso bile deležne. Umrl je v 82. letu starosti v Oxfordu.

## Delo in pomen za etologijo
Tinbergnovo eksperimentalno delo je bilo usmerjeno v razmeroma majhno število specifičnih vedenjskih vzorcev, a je bilo ključno za podporo Lorenzovih teorij o dražljajih, prožilnih mehanizmih in prirojenih motoričnih vzorcih. Od prvih poskusov s samotarskimi osami je prešel na raziskave navadnih zetov, kjer je z izdelovanjem umetnih rib s študenti preučeval ključne dražljaje, ki sprožijo vedenje. Pokazal je, da so učinkoviti že enostavni dražljaji, kot je rdeča lisa na spodnji strani modela, in da je lahko nenaravno močan dražljaj učinkovitejši od naravnih pri proženju vedenja.
Delo je nadaljeval s ptiči, kjer sta z Lorenzom znova demonstrirala, da je proženje določenega vedenjskega vzorca odvisno od zelo enostavnih lastnosti vidnega dražljaja. V enem bolj znanih poskusov iz tega časa sta premikala iz kartona izrezane silhuete ptic prek vidnega polja mladičev puranov. Silhueta je imela »peruti« in različno dolga »vrat« in »rep«. Mladiči so se vedli bistveno bolj prestrašeno, če se je premikala tako, da je bil krajši del spredaj (kar je bilo podobno ujedi), kot če je bil spredaj daljši del (kar je bilo podobno gosi). Podobno enostaven in eleganten je bil poskus s proženjem zevanja mladih drozgov v gnezdu, katerega učinkovitost je bila odvisna od razmerja velikosti med glavo in trupom silhuete starša.
Razvil je nekoliko drugačno razlago vedenjskih vzorcev od Lorenzove; za slednjega so bili vedenjski vzorci enakovredni in neodvisni, Tinbergen pa je predpostavil hierarhično organizacijo, odvisno od motiva, pri čemer na vsaki ravni določeni dražljaji sprožijo prehod na določen vedenjski vzorec ali podvzorec. T.i. nadomestno vedenje (npr. čiščenje ptiča sredi boja ali dvorjenja) je razložil s konfliktom med več enakovrednimi vzorci kadar je motivacija močna. Po selitvi v Oxford se je lotil primerjalnih študij vedenja pri ptičih in odkril specifične prožilce in vedenjske vzorce, ki so se ujemali s habitatom neke vrste. To je v njegovo delo vneslo element evolucijske biologije. Z opazovanjem valjenja rečnih galebov je nadalje odkril, da vedenje včasih predstavlja kompromisni odziv na nasprotujoče si selekcijske pritiske v okolju: rečni galebi odnašajo jajčne lupine iz gnezda, saj ga sicer najdejo vrane, vendar ob zapustitvi gnezda tvegajo, da bodo mladiče požrli sosednji galebi v koloniji. Čas odnašanja lupin je tu kompromis med tveganji, ki je odvisen od konkretne situacije. Ti poskusi so spodbudili nastanek področja vedenjske ekologije.
V 1950. letih so njegovo in Lorenzovo hipotezo o prirojenih vedenjskih vzorcih ostro kritizirali ameriški psihologi na čelu z Danielom Lehrmanom, ki so zagovarjali mnogo večji vpliv okolja. Razlika v mnenjih je bila deloma ideološke in deloma semantične narave, a mu je uspelo zbližati stališča z najpomembnejšimi kritiki. Na podlagi svojega dela je Tinbergen oblikoval znamenita »štiri vprašanja v etologiji«, koncept etoloških raziskav, ki je njegov najpomembnejši prispevek k tej vedi in je izšel v članku leta 1963. Zagovarjal je tezo, da je treba za popolno razumevanje nekega vedenja razložiti štiri vidike: fiziološki mehanizem, funkcijo oz. vlogo pri preživetju osebka, razvoj tega vedenja v sklopu evolucije te vrste in njegov ontogenetski razvoj pri konkretnem osebku. S tem je etologijo ločil od psihologije, ki obravnava samo vprašanja na ravni osebka (proksimalna razlaga), in evolucijske biologije.

## Priznanja
Za prispevek k utemeljitvi etologije kot znanstvene vede je prejel več priznanj. Leta 1962 je bil imenovan za člana Kraljeve družbe in leta 1964 za tujega člana Kraljeve nizozemske akademije umetnosti in znanosti. Postal je tudi član Nemške akademije znanosti Leopoldina in tuji član Nacionalne akademije znanosti ZDA. Leta 1973 so Lorenz, Tinbergen in on prejeli Nobelovo nagrado za fiziologijo ali medicino. Univerza v Edinburgu mu je tega leta podelila častni doktorat.
Za dokumentarni film Signals for Survival, ki sta ga leta 1968 za BBC ustvarila s Falkusom, sta prejela italijansko nagrado Prix Italia in modri trak na newyorškem filmskem festivalu.